# 卡沙德
卡沙德，是匈牙利巴兰尼亚州所辖的一个村。总面积13.29平方公里，总人口302，人口密度22.7人/平方公里（2011年1月1日）。